# NHL 1950/1951
Sezóna 1950/1951 byla 34. sezonou NHL. Vítězem Stanley Cupu se stal tým Toronto Maple Leafs.

## Konečná tabulka základní části
| Tým                 | Z  | V  | P  | R  | B   | VG  | IG  |
| ------------------- | -- | -- | -- | -- | --- | --- | --- |
| Detroit Red Wings   | 70 | 44 | 13 | 13 | 101 | 236 | 139 |
| Toronto Maple Leafs | 70 | 41 | 16 | 13 | 95  | 212 | 138 |
| Montreal Canadiens  | 70 | 25 | 30 | 15 | 65  | 173 | 184 |
| Boston Bruins       | 70 | 22 | 30 | 18 | 62  | 178 | 197 |
| New York Rangers    | 70 | 20 | 29 | 21 | 61  | 169 | 201 |
| Chicago Black Hawks | 70 | 13 | 47 | 10 | 36  | 171 | 280 |

## Play off
|  | Semifinále | Semifinále          | Semifinále |  |  | Finále Stanley Cupu | Finále Stanley Cupu | Finále Stanley Cupu |
|  |            |                     |            |  |  |                     |                     |                     |
|  | 1          | Detroit Red Wings   | 2          |  |  |                     |                     |                     |
|  | 3          | Montreal Canadiens  | 4          |  |  |                     |                     |                     |
|  |            |                     |            |  |  | 3                   | Montreal Canadiens  | 1                   |
|  |            |                     |            |  |  | 2                   | Toronto Maple Leafs | 4                   |
|  | 2          | Toronto Maple Leafs | 4          |  |  |                     |                     |                     |
|  | 4          | Boston Bruins       | 1          |  |  |                     |                     |                     |

## Ocenění
| Prince of Wales Trophy:    | Detroit Red Wings                |
| Art Ross Trophy:           | Gordie Howe, Detroit Red Wings   |
| Calder Memorial Trophy:    | Terry Sawchuk, Detroit Red Wings |
| Hart Memorial Trophy:      | Milt Schmidt, Boston Bruins      |
| Lady Byng Memorial Trophy: | Red Kelly, Detroit Red Wings     |
| Vezina Trophy:             | Al Rollins, Toronto Maple Leafs  |